# Aqua Appia

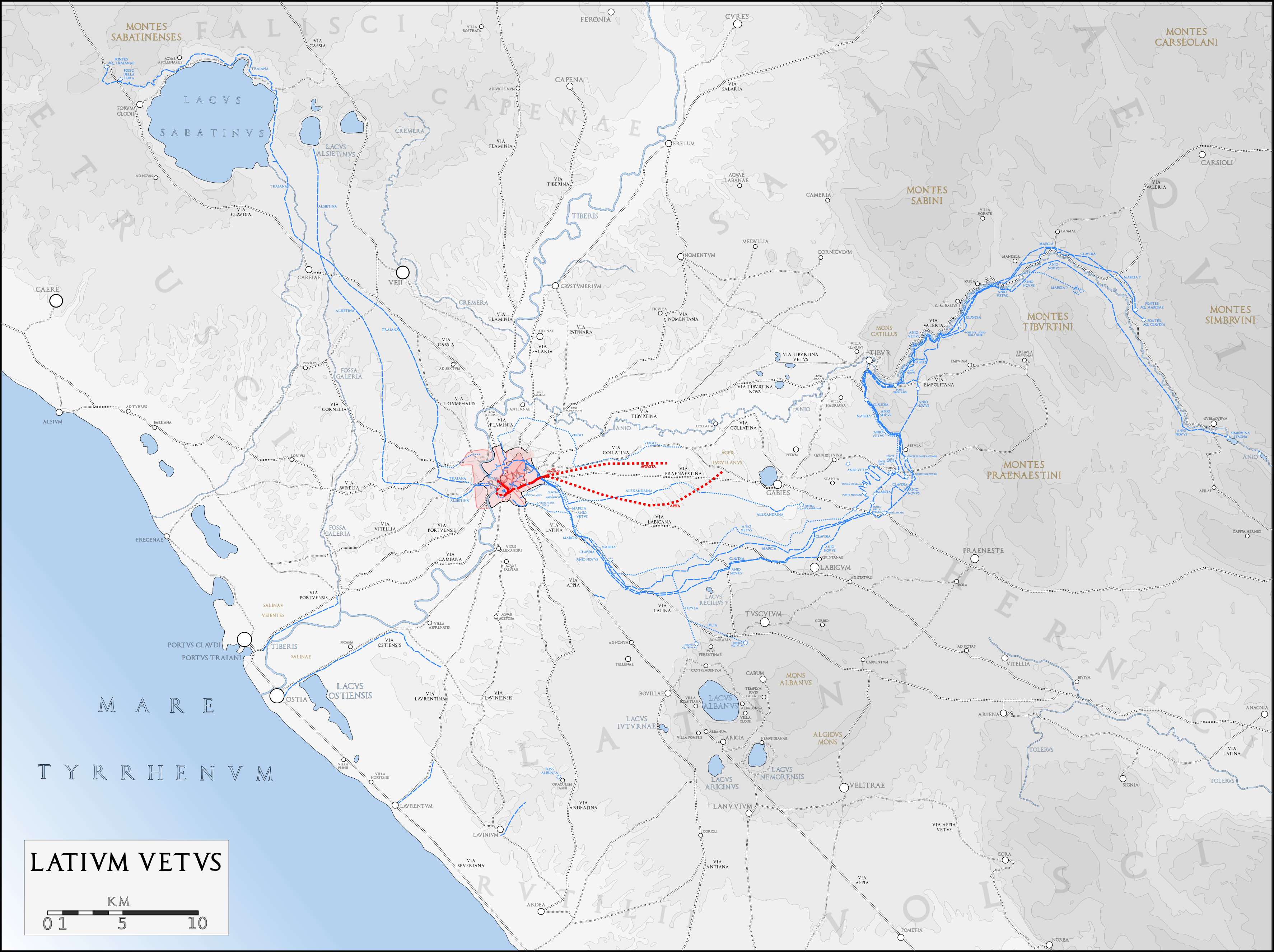
El recorrido del Aqua Appia (en rojo). Escala:1:400 000.

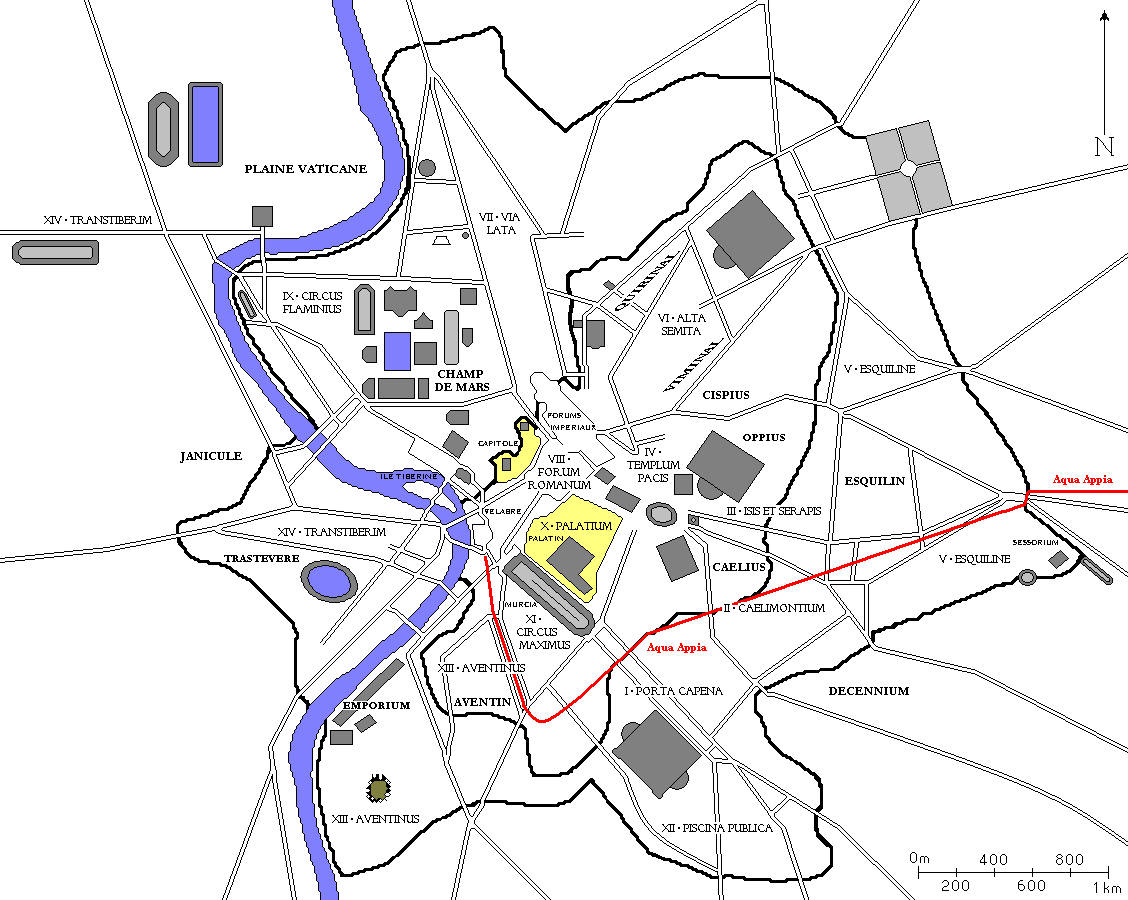
El recorrido en la ciudad (en rojo).

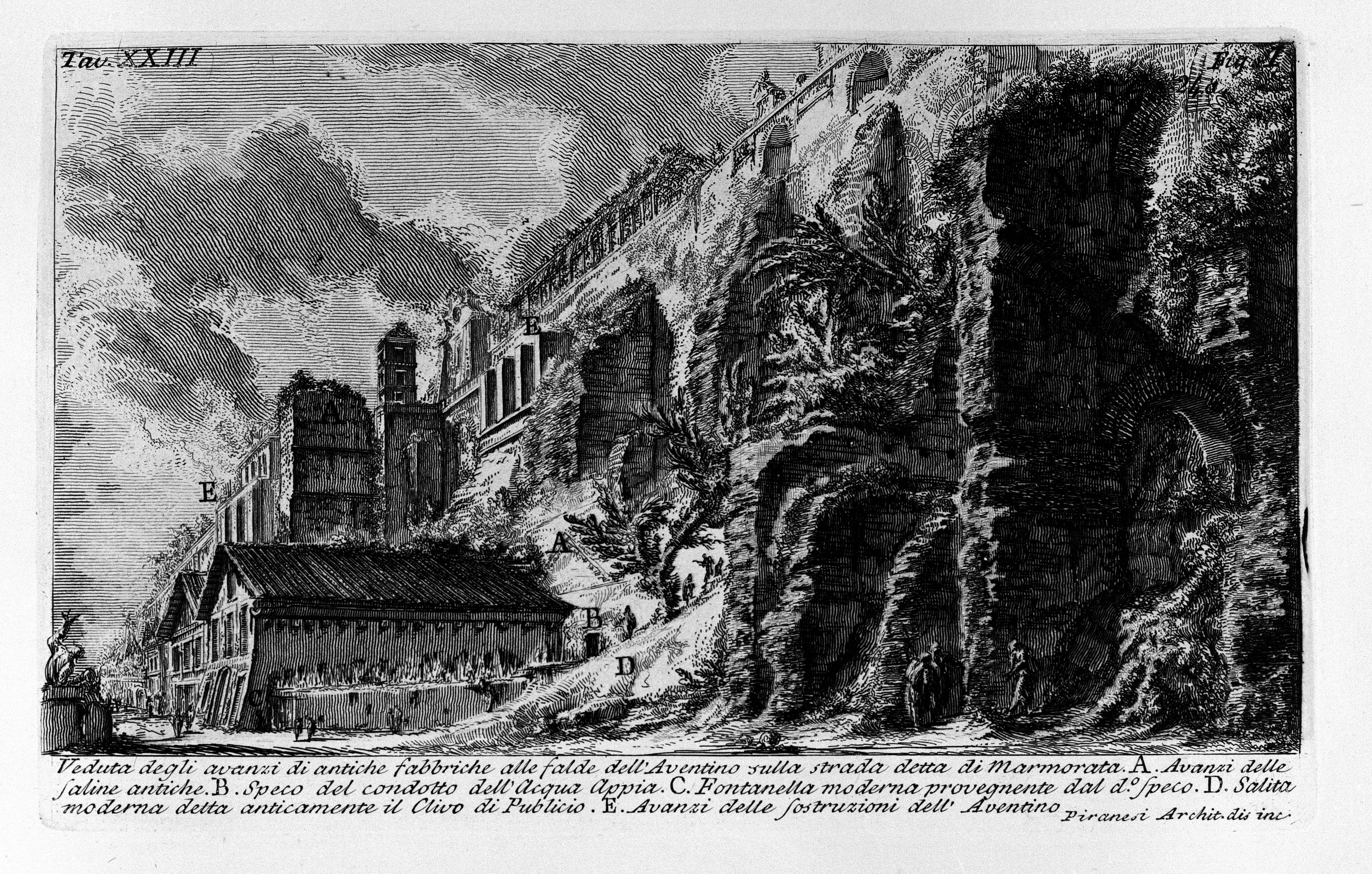
«Vista de los restos de edificios antiguos, a los pies del Aventino en la carretera llamada Marmorata.» (1756). Grabado de Giovanni Battista Piranesi en Le antichità Romane (1784).
A. Restos de antiguas minas de sal.
B. Salida de conducto del Acqua Appia.
C. Fontanella provegnente moderna de d.o cueva.
D. Cuesta antes conocido como el Clivus Publicio.
E. Avanzi de las subestructuras de la 'Aventino.

El Aqua Appia fue el primer acueducto de Roma. Fue construido por los censores Apio Claudio Ceco, conocido también por la construcción de la Vía Apia durante su censura, y Cayo Plaucio Venox en el año 312 a. C.
Cuando el agua del río Tíber ya estaba demasiado contaminada para el consumo humano y los manantiales y pozos más próximos ya no daban abasto a las necesidades de la población, hubo que plantearse cómo transportar agua desde más lejos. Según el comisionado de los acueductos de la capital (curator aquarum) Sexto Julio Frontino, el censor C. Plaucio encontró el manantial en el agro Lucullano, a 780 pasos a la izquierda de la vía Prenestina, aunque no ha sido identificado.
El primero de los nueve acueductos catalogados por Frontino en su obra De aquae ductu Urbis Romae, publicado hacia finales del siglo I, fue también el más corto. Con un caudal de 75 537 metros cúbicos cada 24 horas, transcurría 16 445 m, hasta entrar en Roma cerca de la Porta Maggiore (Puerta Mayor) (en el lugar designado como ad spem veterem) se dirigía al Celio y Aventino y terminaba cerca de la porta Trigemina, en el Foro Boario. Fue restaurado, junto con el Anio Vetus, por el pretor Quintus Marcius Rex in 144‑140 a. C., y por Augustus entre 11 y 4 a. C.
Principalmente un acueducto subterráneo, solo fue elevado con arquerías durante un recorrido de unos 60 pasos cerca de la porta Capena (según algunas fuentes, solo un 5 % de los 421 431 m que formaban los aqueductos de Roma transcurrían por arquerías, viaductos o puentes elevados aunque Isabel Rodà, catedrática de Arqueología de la Universidad Autónoma de Barcelona, eleva estas cifras a 507 kilómetros de acueductos, de los cuales 434 km eran subterráneos, 15 km de superficie y solo 59 km (el 12 %) discurría por arquerías).